# (20691) 1999 VY72
(20691) 1999 VY72 est un astéroïde aréocroiseur découvert en 1999.

## Description
(20691) 1999 VY72 a été découvert le 11 novembre 1999 à l'observatoire de Siding Spring, situé près de Coonabarabran, en Nouvelle-Galles du Sud, en Australie, par Robert H. McNaught.

### Caractéristiques orbitales
L'orbite de cet astéroïde est caractérisée par un demi-grand axe de 2,36 UA, un périhélie de 1,63 UA, une excentricité de 0,31 et une inclinaison de 22,21° par rapport à l'écliptique. Du fait de ces caractéristiques, à savoir un demi-grand axe inférieur à 3,2 UA et un périhélie compris entre 1,3 et 1,666 UA, il croise l'orbite de Mars et est classé, selon la JPL Small-Body Database, comme astéroïde aréocroiseur (aréo venant de Arès).

### Caractéristiques physiques
(20691) 1999 VY72 a une magnitude absolue (H) de 13,4 et un albédo estimé à 0,207.